# فوتوشي ماتسوموتو
فوتوشي ماتسوموتو (باليابانية: 松本太) (2 يونيو 1965-) هو سياسي ودبلوماسي ياباني، يشغل حالياً منصب سفير اليابان لدى جمهورية العراق بعد أن كان سفيراً مؤقَّتاً لدى سوريا وقنصلاً في القنصلية العامة اليابانية في نيويورك، يتحدث باللغة الإنجليزية والعربية والفرنسية واليابانية.

## حياته المهنية
بعد تخرّجه من جامعة طوكيو، كلية الآداب والعلوم السياسية، تخصص في دراسات الشرق الأوسط الحديث، والتحق بوزارة الخارجية اليابانية عام 1988، ودرس في الجامعة الأمريكية بالقاهرة ومعهد العلوم السياسية في باريس.
وعمل في مكتب الشرق الأوسط، والوفد لدى منظمة التعاون الاقتصادي والتنمية، ومكتب نزع السلاح ومنع انتشاره، وسفارة اليابان في مصر، ومناصب أخرى.
كان مديرًا للإدارة الدولية في مكتب المخابرات والأبحاث بمجلس الوزراء (CIRO)، ومديرًا في دائرة الاستخبارات والتحليل (IAS)
وعمل كزميل باحث في معهد دراسات السياسة الدولية (IIPS)، وشغل سابقاً منصب القائم بالأعمال في سفارة اليابان في سوريا وكذلك المنسق الخاص لسوريا الذي يمثل حكومة اليابان ونائب رئيس البعثة ونائب القنصل العام في نيويورك. وتم تعيينه سفيراً لليابان إلى جمهورية العراق في 15 سبتمبر 2022.